# Videojoc

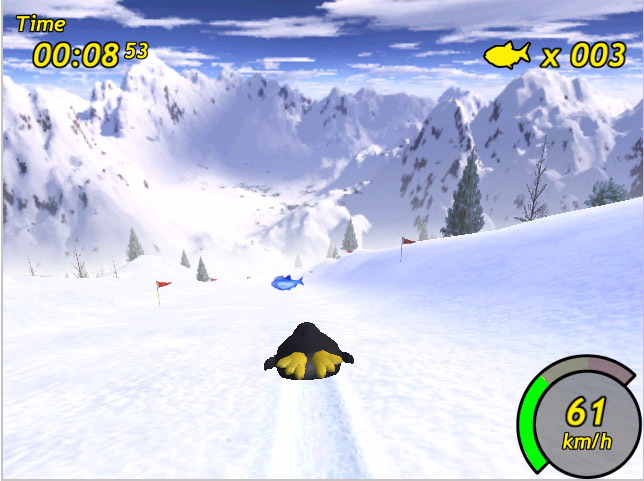
Imatge del videojoc Tux Racer

Un videojoc és un joc electrònic que es juga en un espai virtual, i on s'interacciona mitjançant un dispositiu electrònic amb una pantalla i una sèrie de perifèrics. Els videojocs són de vegades qualificats com una forma d'art, per bé que aquest és un tema controvertit i cada dia estan més acceptats com a part de la cultura.
Els sistemes electrònics que s'utilitzen per jugar a videojocs són coneguts popularment com a plataformes i poden anar d'una computadora a un giny especialment creat per a això, com les videoconsoles o les màquines recreatives, passant per telèfons mòbils (smartphones) i altres dispositius electrònics. Respecte al programari, aquests poden ser enregistrats en algun mitjà d'emmagatzemament (com un cartutx, una targeta, un disquet, un CD, etc.) per a ser executats en un aparell específic o descarregats en línia i sense cap suport físic. Els videojocs poden ser per a un jugador o per a diversos jugadors (multiplayers en anglès) i es poden jugar directament a l'ordinador o consola o via internet (videojocs en línia).
La interfície de l'usuari permet de controlar, moure, manipular o fer accions mitjançant un dispositiu dit controlador de joc, que varia amb el disseny i les prestacions en les diverses plataformes. Històricament, els primers videojocs d'ordinador personal utilitzaven per a jugar un teclat d'ordinador. Més endavant van aparèixer les palanques de control que facilitaven moviments més complexos. Alguns videojocs d'ordinador de l'actualitat permeten al jugador l'ús del teclat i el ratolí alhora. Més enllà dels elements visuals comuns que es poden trobar en un videojoc, s'han creat altres dispositius o sistemes perquè el jugador obtingui una millor interacció i informació sensitiva del videojoc. Alguns exemples sobre això són millors dispositius de reproducció del so (altaveus), com també un gran nombre de dispositius externs (p.e., dispositius de vibració).
Els videojocs, a més a més, són un producte que té potencialitat narrativa o de contingut fictici. A causa d'açò s'entén que poden contar històries.

## Orígens i història

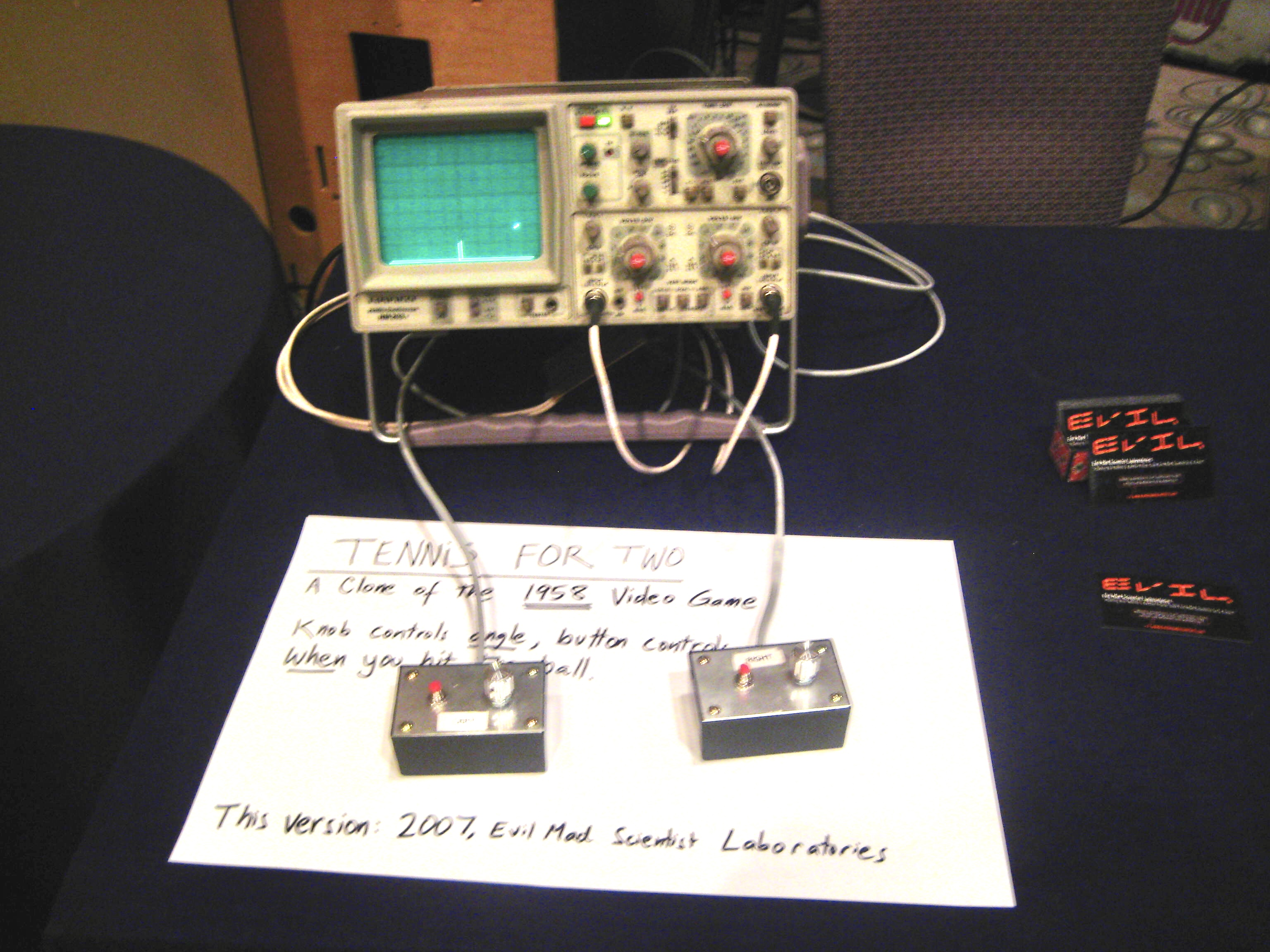
Còpia de Tennis for Two (1958), un dels primers videojocs de la història, per a computadora analògica; el joc es mostrava en un oscil·loscopi.

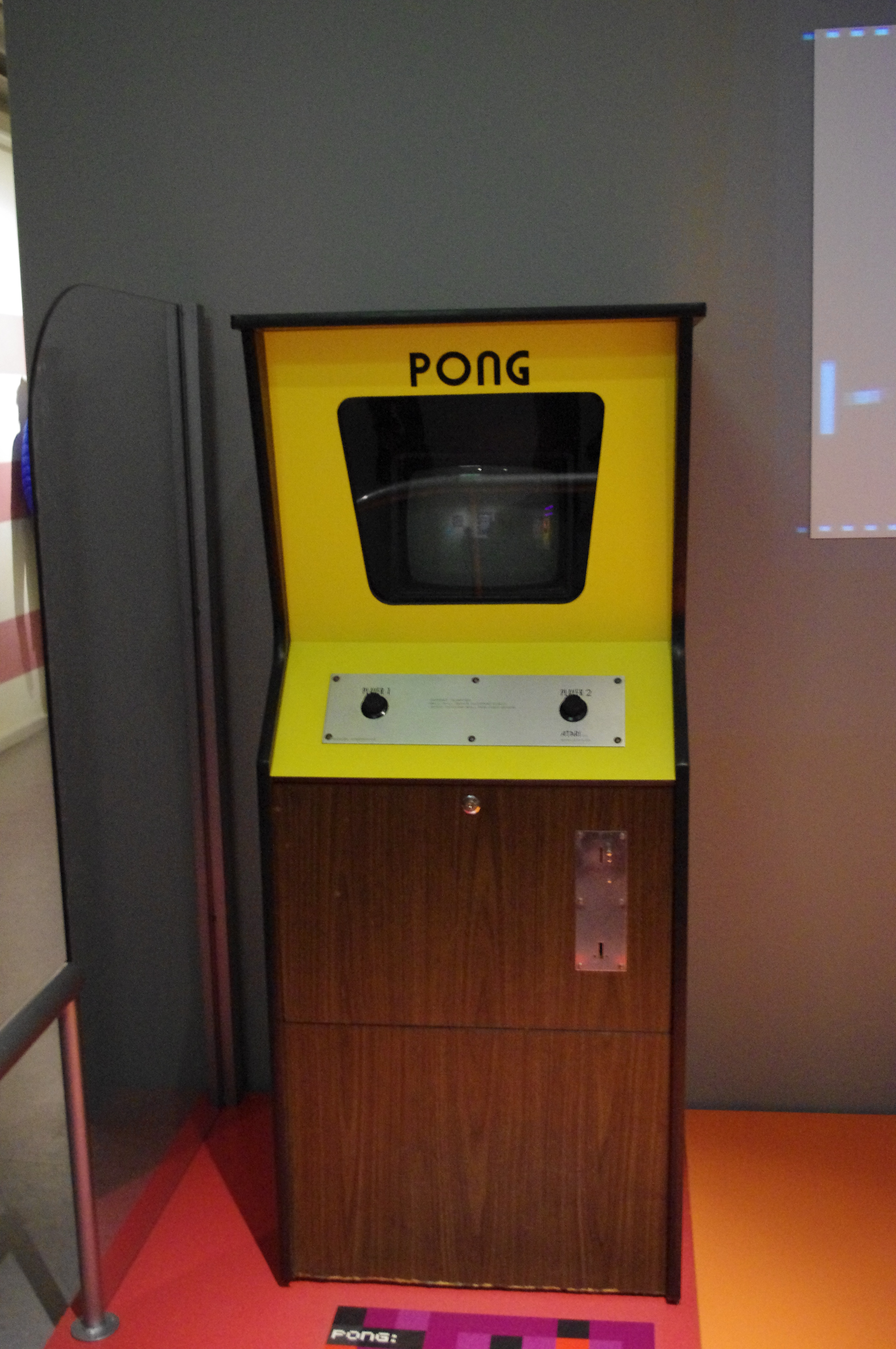
Màquina recreativa del Pong (1972).

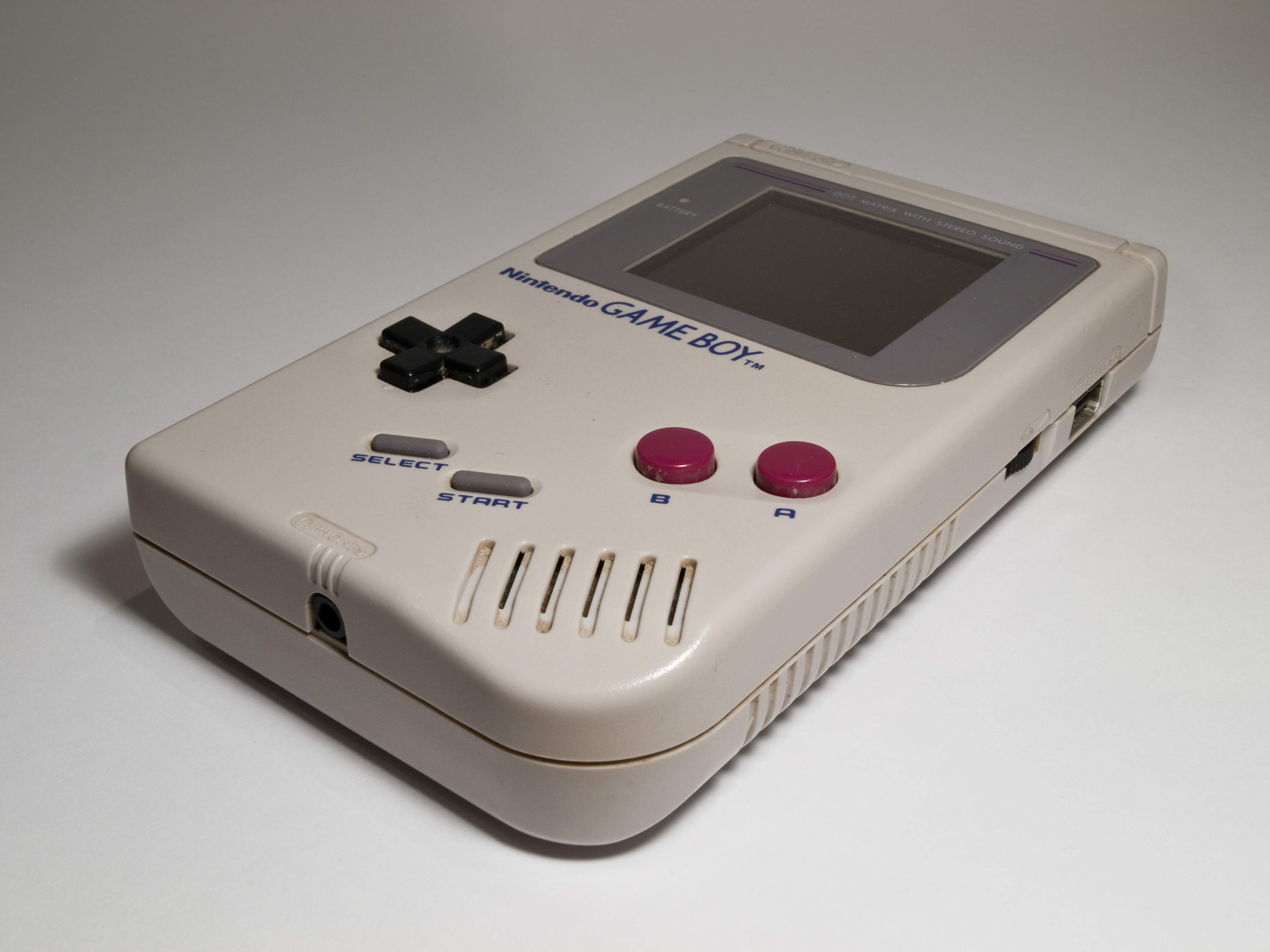
La consola portàtil Game Boy (1989).

Els videojocs se situen per primera vegada a la història el 1948, on la idea d'un videojoc fou ideada i patentada per en Thomas T. Goldsmith Jr. i en Estle Ray Mann. El 1958, William Higinbotham va crear Tennis for Two, però no el va patentar, ja que creia que només servia per a una demostració científica. I no va ser fins a 1972 quan Atari el va llançar sota el nom Pong.
Mentrestant, el 1962 Steve Russell, en col·laboració amb Martin Graetz i Wayne Wiitanen, van llançar Spacewar!, considerat el primer videojoc d'ordinador que es va comercialitzar. A la fi de l'any 1972, es va llançar la Magnavox Odyssey, la primera videoconsola, creada per Ralph Baer.
Als anys setanta apareixen les primeres videoconsoles portàtils.
Als anys vuitanta apareixen grans súper èxits com Space Invaders de Taito, Tetris o Pac-Man. El 1980, Nintendo crea la sèrie de videoconsoles portàtils Game & Watch (Joc i rellotge). El 1983 Nintendo presenta al Japó la videoconsola Family Computer (FamiCom), que a altres regions canviaria el nom per Nintendo Entertainment System (NES). Un any després Sega treia al mercat la seva consola Master System, que amb la seva competència pel lideratge indirectament fonamentarien la indústria del videojoc.
El 1989 Nintendo crea la videoconsola portàtil Game Boy.
El 1991 apareix el joc Heart of China de Dynamix, el joc era una aventura gràfica realitzada amb imatges reals digitalitzades.
El dia 1 de gener de 1991 es forma id Software. En 1992 surt a la venda Wolfenstein 3D. El desembre de 1993 id Software treu Doom. L'any 1996 apareix Quake. La supremacia dels jocs en tres dimensions és imparable.
La introducció d'internet a l'ús domèstic estén la possibilitat de jugar amb altres jugadors cada un des del seu punt de connexió.
Els videojocs s'han fet molt populars al llarg de la història, però actualment no se sap amb certesa quin a set el primer videojoc, ja que, la paraula en si de "videojoc" ha anat variant a la història i antigament ningú arribaria a pensar que es podia crear un joc per internet. Es parla que abans que es creés el primer videojoc ja estaven molts d'ells inventats en format de programes de càlcul, pràctiques de programadors (com el tres en ratlla) i fins i tot algun intent d'experiment científic.
Actualment, la majoria de videojocs estan físic, però també hi ha videojocs virtuals. A mesura que passi el temps, la gent anirà deixant de comprar-los físicament a comprar-los virtualment. Cada cop tant la indústria del videojoc com la de les videoconsoles han avançat molt, ja han arribat alguns videojocs en realitat virtual, que cada cop són més realistes en la forma d'actuar dels personatges. No sabem on podran arribar els videojocs, però el que és segur és que tota aquesta indústria tot just acaba de començar.

## Plataformes i videoconsoles
Normalment es diu videojoc d'ordinador a un joc que es pot jugar en un ordinador personal connectat a un monitor. Els jocs de videoconsola es juguen en un dispositiu electrònic especialitzat que es connecta a una televisió o monitor de vídeo. També hi ha consoles portàtils que es poden transportar, sense cables elèctrics i de mida més reduïda. Un videojoc recreatiu o arcade generalment es refereix a un tipus de dispositiu electrònic dissenyats per a jugar a només a un joc en una estructura de controls i elements del joc.
Hi ha plataformes de joc que són variacions de màquines recreatives que el sistema de visualització del joc no és electrònic sinó mecànic. També hi ha dispositius que no estan dedicats específicament als videojocs però que tenen la possibilitat de jugar-hi, com els smartphones.

En l'actualitat, diferents plataformes de videojocs per Internet estan guanyant popularitat. Els principals fabricants del sector, com Sony, Microsoft i Nintendo, han presentat en els últims dotze mesos les seves novetats de consoles de sobretaula, els usuaris ja no necessiten disposar de l'últim en maquinari per executar els seus jocs preferits. A més, el sistema tradicional de venda de videojocs, basat en la compra física del producte, també està canviant. S'està posant molt de moda comprar a través de les consoles, ja que és molt més pràctic perquè no t'has de moure de casa i només t'has d'aixecar del sofà de casa per anar a buscar la targeta de crèdit.
Els videojocs per a ordinador segueixen sent els més venuts del sector. És una plataforma que ha anat avançant amb novetats tècniques, de venda i distribució de jocs, que després s'han anat adaptant a altres plataformes. Una dels avantatges d'utilitzar un PC per jugar és que no té problemes de retrocompatibilidad i l'oferta de títols és més extensa

## Classificació Històrica

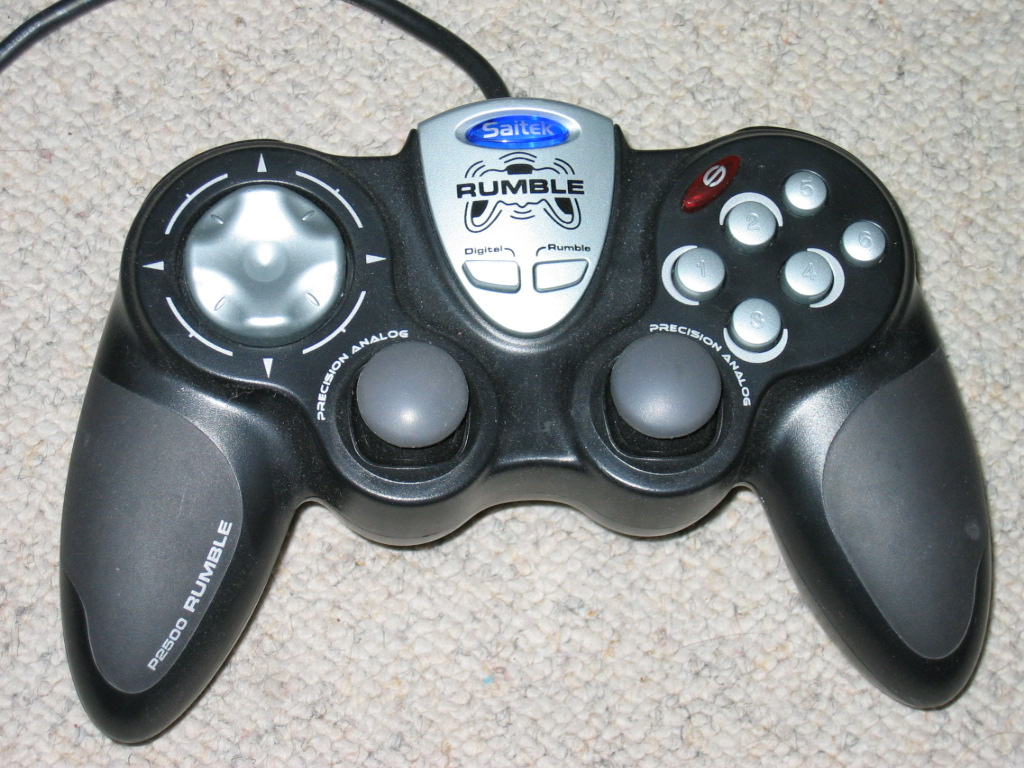
Un comandament, dispositiu d'entrada típic en les consoles.

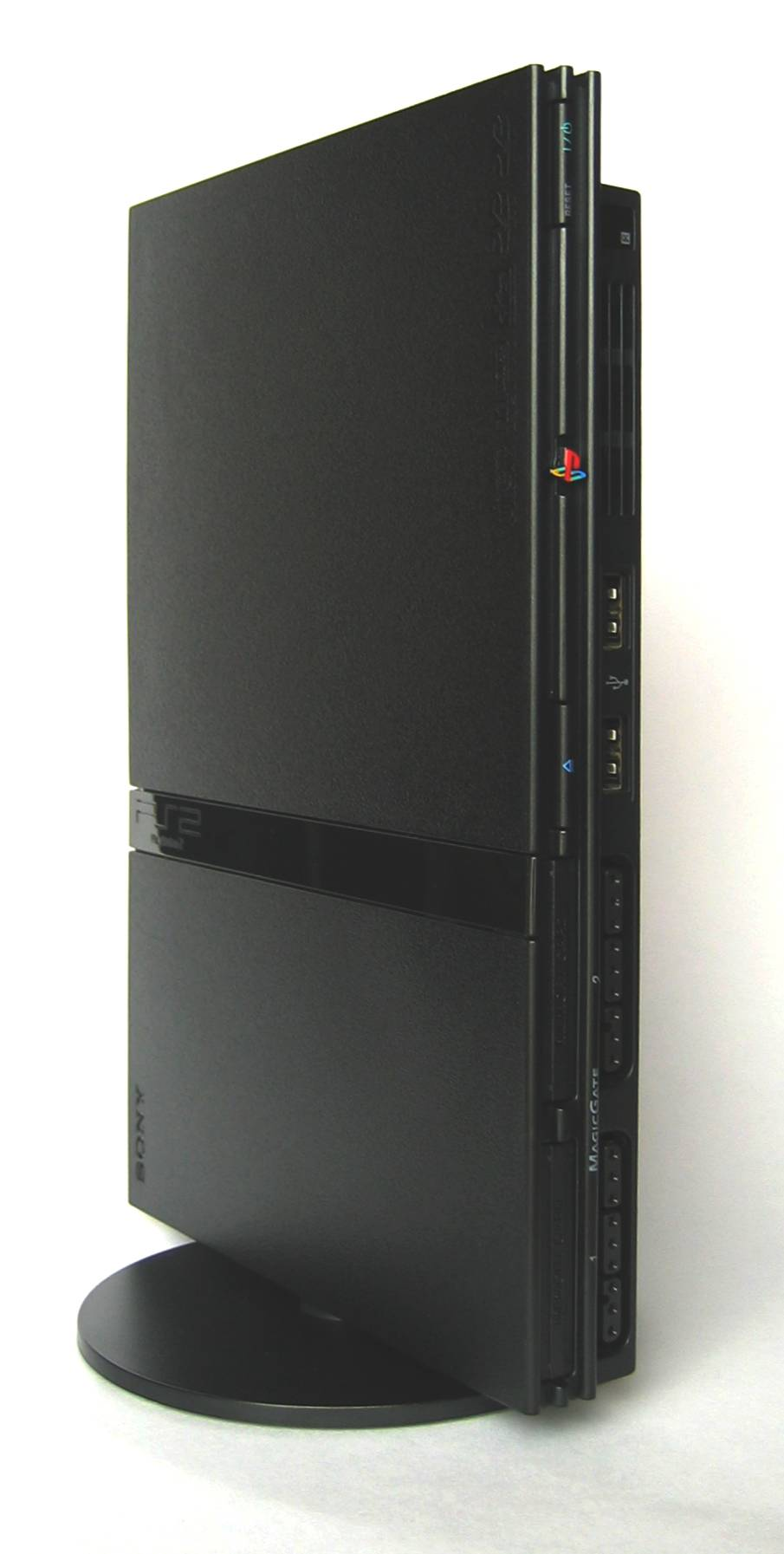
La PlayStation 2 és, amb més de 155 milions d'unitats, la consola de videojocs més venuda de la història.

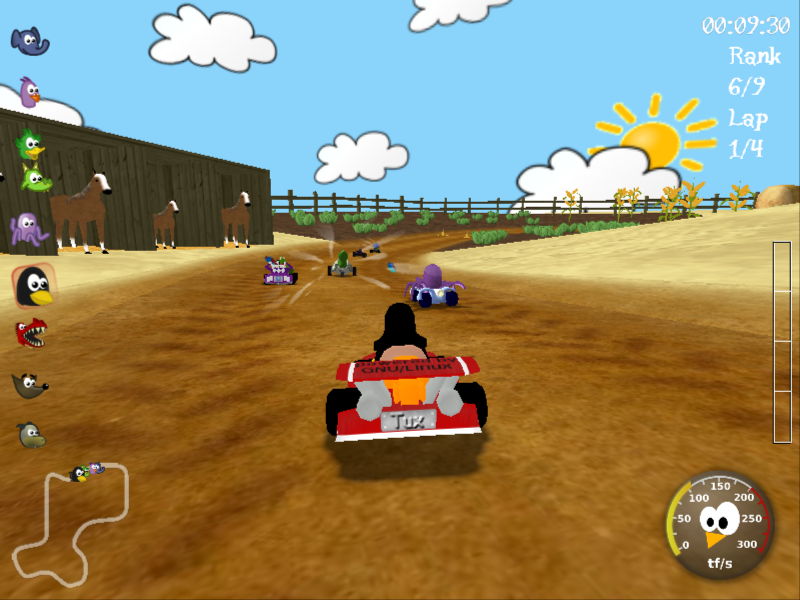
Els videojocs de conducció són un dels gèneres més populars.

Degut a la gran diversitat de videojocs existents en el mercat, la tasca de classificació d'aquests sempre ha estat complicada.
De fet, els criteris que se segueixen són diversos però inicialment poden establir-se dues grans tipologies de classificació: la que parteix del tipus de maquinari que el videojoc fa servir i la que ho fa des de la temàtica i destreses que implica. A continuació veurem que, al llarg de la història, han estat molts els qui han volgut establir una correcta classificació dels videojocs basant-se en aquestes grans tipologies.

### Classificació segons el maquinari que utilitzen
Nawrocki i Winner, l'any 1983, assenyalen que els videojocs, en funció del maquinari a través del qual són presentats, poden classificar-se en quatre tipus:
1. Màquines de sala recreatives
2. Ordinadors personals
3. Consoles domèstiques
4. Consoles portàtils

Dins aquesta mateixa tipologia, es podria establir un segon nivell de classificació a l'hora de distingir tipus de consoles seguint el criteri de la capacitat de processament de la informació que té la màquina, és a dir, el nombre de bits de la consola:
1. 8 bits
2. 16 bits
3. 32 bits
4. 64 bits
5. 128 bits

### Classificació segons la temàtica del videojoc
En aquest punt, ens fixarem en les propostes que van sorgir i que estaven centrades exclusivament en la temàtica que oferia el videojoc.
L'any 1982, Bloom, estableix una primera classificació dels videojocs molt simple basada en els títols de moda. Segons aquest, els videojocs es dividien en:
1. Jocs de laberint: on el jugador guia el personatge a través de laberints en què la dificultat del joc augmenta progressivament.
2. Jocs d'escalada: aquells en què el personatge del joc escala cap a la part superior de la pantalla, intentant evitar objectes o destruint tot allò que s'interposa en el seu camí.
3. Jocs d'invasors de l'espai: aquells on un enemic descendeix de la part superior de la pantalla mentrestant el protagonista es mou de costat a costat, a la part inferior de la pantalla, intentant destruir els invasors abans que aquests l'enxampin.

Crawford (1984), dissenyadora de jocs d'ordinador, divideix els videojocs en tres grans categories a partir de les destreses implicades:
1. Jocs d'acció i destresa: aquells que emfatitzen destreses perceptives i motores, i acostumen a trobar-se a sales recreatives.
2. Jocs d'estrategia: aquells que se centren en la resolució de problemes. Inclou dins aquesta tipologia els jocs d'aventura i els de rol, i considera que es troben tant en consoles domèstiques com portàtils.
3. Jocs cognitius: tots aquells que busquen ampliar o demostrar el coneixement.

Meggs, cap a l'any 1992, estableix cinc categories de videojocs en funció del tipus de joc:
1. Jocs d'acció/aventura: en què els personatges recorren diversos escenaris o entorns i superen enemics o circumstàncies difícils.
2. Jocs d'acció/arcade: posen en pràctica diverses habilitats per destruir o defensar-se d'invasors especials o d'altres enemics.
3. Jocs de simulació: rèpliques d'activitats com la conducció d'un cotxe de carreres o el pilotatge d'un avió.
4. Jocs d'esports: futbol, bàsquet, hoquei sobre gel,...
5. Jocs d'estratègia: inclouen des dels jocs d'escacs fins a jocs orientats cap a la solució de crims misteriosos, o fins i tot jocs de negocis borsàtils.

La pediatra nord-americana Funk (1993), partint de la temàtica dels jocs, estableix unes altres cinc categories:
1. Jocs d'esports: l'acció central d'aquests es refereix a qualsevol esport, incloent-hi carreres i lluita.
2. Jocs de diversió general: on l'objectiu principal és vèncer la màquina, sense que la lluita o la destrucció siguin aspectes prioritaris.
3. Jocs educatius: tenen la finalitat d'aprendre alguna informació nova o descobrir altres formes d'utilitzar aquesta informació.
4. Jocs de violència fantàstica: presenten una acció principal on un ésser fantàstic ha de lluitar, destruir o evitar ser matat alhora que intenta aconseguir un objectiu.
5. Jocs de violència humana: amb la mateixa estructura que els anteriors, però el protagonista de la història és un ésser humà.

Més endavant, Martín i col·laboradors (1995), en el seu treball sobre activitats lúdiques per a joves, dediquen un apartat específic als videojocs centrant-se fonamentalment en els jocs d'ordinador. Classifiquen els videojocs en set tipus:
1. Arcade: Els jocs d'ordinador més tradicionals, on el jugador, a través d'un personatge, ha de superar una sèrie d'obstacles de dificultat progressiva, matar els enemics que l'atacaran,i agafar una sèrie d'objectes que li seran útils en el transcurs del joc.
2. Aventura: Parteixen de la idea d'aconseguir un objecte determinat en un ambient d'aventura i perill en què el jugador ha de superar dificultats, resoldre problemes o enigmes, o derrotar els seus enemics.
3. Estratègia: En aquest tipus de videojocs s'acostuma a reproduir una situació complexa en que el jugador ha de controlar una sèrie de variables per assolir una fita concreta.
4. Jocs de rol: Són una simulació dels jocs de taula que porten el mateix nom, on l'ordinador juga el paper de director del joc i conté les regles d'aquest.
5. Simuladors: Reproduccions molt sofisticades daparells o activitats complexes com, per exemple, els simuladors de vol, de conducció de vehicles, o de realització d'esports concrets.
6. Jocs de taula: Reproduccions de gran part dels jocs de taula tradicionals.
7. Educatius: Jocs en els que prima una finalitat més educativa que de pur entreteniment.

### Classificació segons les habilitats i/o destreses implicades

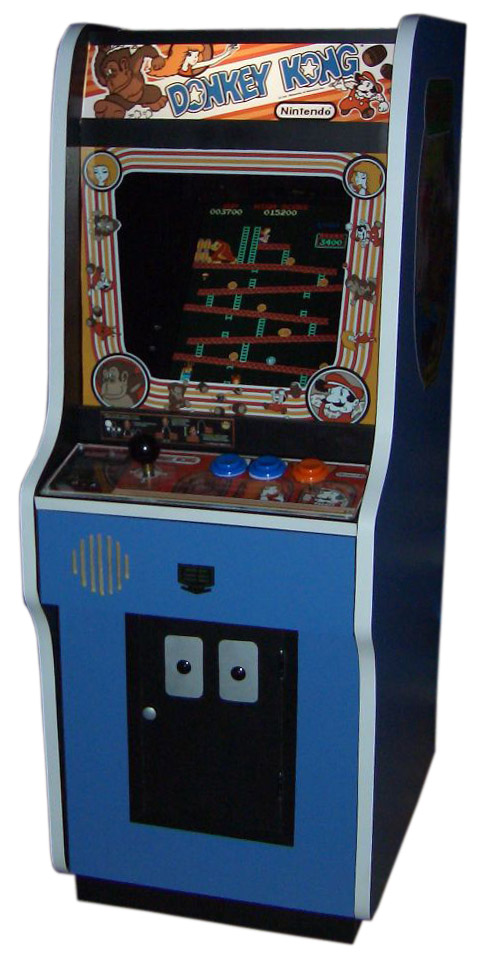
Donkey Kong, de Shigeru Miyamoto (1981), un dels videojocs més populars de tots els temps.

L'any 1992, Garner classifica els videojocs en funció de quatre criteris diferents:

#### La perspectiva del jugador
Criteri de classificació que fa referència a la forma en que el jugador s'incorpora a l'activitat de joc. Dins aquesta, en distingeix 3 tipus:
1. Manipulació d'objectes: El jugador controla els moviments i activitats d'un objecte, vehicle, arma, nau,...
2. Manipulació del personatge: El jugador controla els moviments i activitats del personatge.
3. En primera persona: Es crea en el jugador la il·lusió que està enfrontant-se directament amb l'activitat que es desenvolupa a la pantalla.[cal citació]

#### Camp de percepció
Fa referència a com s'utilitza la pantalla per representar un univers particular a partir d'un programa de joc determinat. També en distingeix 3 tipus:
1. Límits fixos: La pantalla presenta al jugador els límits on tindrà lloc el joc.
2. Finestra fixa: La pantalla no defineix els límits conceptuals del joc, sinó que els personatges i objectes poden moure's més enllà dels eixos de la pantalla, donant la sensació que el joc es desenvolupa en un univers i que cada pantalla representa només una àrea d'aquest.
3. Finestra mòbil: Es crea l'aparença d'un focus de visió mòbil en comptes de fixe.[cal citació]

#### Capacitats interactives
Distingeix entre:
1. Competició individual
2. Competició interactiva indirecta: Els jugadors van alternant els torns.
3. Competició interactiva directa: Els jugadors competeixen entre ells.
4. Competició/cooperació interactiva directa: Els jugadors comparteixen l'esforç per vèncer als enemics generats pel joc, sense que s'exclogui la competència.

#### L'escenari del joc
Naturalesa de l'univers del joc on interacciona el jugador. Aquí estableix 3 tipus d'escenaris:
1. Realitat autogenerada: Específicament dissenyada pel joc.
2. Realitat transferida: Simulació de la nostra vida diària.
3. Realitat negociada: Combinació de les dues anteriors.

La classificació desenvolupada per Estallo (1995), una de les més completes, combina dos criteris diferents: les habilitats i recursos psicològics necessaris per al joc i, per l'altre, el desenvolupament i temàtica del joc en si. D'aquesta manera s'estableixen quatre grans divisions:

#### Jocs d'arcade
Aquells que requereixen un ritme ràpid de joc, exigint temps de reacció mínims i una atenció focalitzada; gairebé no compten amb component estratègic. En aquest tipus s'hi engloben:
1. Jocs de plataforma: el protagonista es troba en un escenari bidimensional, desplaçant-se esquerra-dreta i amunt-avall.
2. Laberints: L'eix central dels quals són l'escenari que reprodueix un laberint de considerable extensió.
3. Competicions esportives: Reproductors d'esports.
4. Jocs d'acció: De trepidant desenvolupament lineal, on els escenaris varien en eliminar el nombre d'enemics suficient.

#### Jocs de simulació
Simulen activitats o experiències poc accessibles a la vida real, permetent al jugador assumir el control de situacions o tecnologies específiques. Entre les seves característiques destaquen la baixa influència del temps de reacció en comparació amb els jocs arcade, la utilització d'estratègies complexes i la necessitat d'enfrontar-se a situacions noves que exigeixen coneixements específics sobre la simulació (per això sovint els jocs s'acompanyen de manuals d'ús). Podem distingir entre:
1. Simuladors instrumentals: Els primers tenen origen en els simuladors de vol utilitzats a l'entrenament de pilots aeris.
2. Simuladors situacionals: El jugador assumeix un paper específic determinat pel tipus de simulació, i en distingim:
  1. Esportius: El jugador adquireix el paper d'entrenador, seleccionant jugadors, planificant estratègies, més que figurar com a practicant esportiu en si.
  2. "Simuladors de Déu": de tres tipus fonamentals:
    1. bioecològics: simulen el desenvolupament de la vida.
    2. socioeconòmics: simulen situacions de tema econòmic.
    3. mitològics: el jugador adopta el paper de divinitat que exerceix el seu poder.

#### Jocs estratègics
El jugador adopta un paper específic i només coneix l'objectiu final. Amb freqüència els personatges són de ficció i provenen del món de la literatura i el cinema:
1. Aventures gràfiques: L'acció es desenvolupa a través de les ordres del jugador juntament amb la possessió d'objectes que van apareixent en els diferents escenaris.
2. Jocs de rol: El jugador pot controlar a més d'un protagonista de característiques definides pel mateix usuari.
3. War-games: Jocs d'estratègia militar.

#### Reproduccions de jocs de taula
Amb el mateix desenvolupament que els originals.

## Gèneres

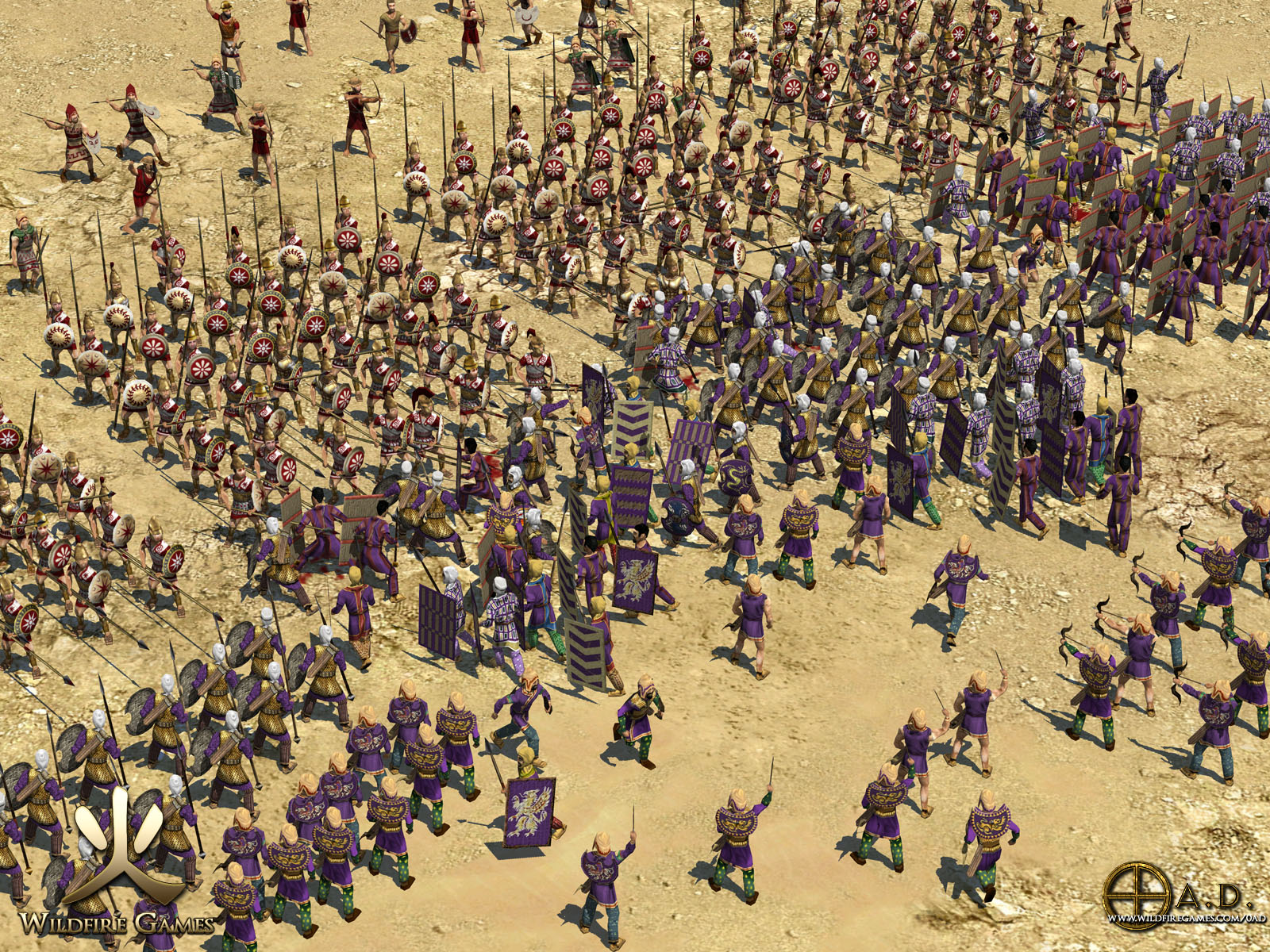
Un joc d'estratègia en temps real.

Un videojoc, com altres formes multimèdia, poden estar categoritzats per gèneres basats en diversos factors com el mètode de "jugabilitat", tipus d'objectius, etc. Els gèneres són dependents en contingut per definició, però canvien i evolucionen com a nous estils de videojocs que intenten fer lloc en els ja existents. Arran de l'avanç de la tecnologia i els valors de producció relacionats al desenvolupament de videojocs Advancing Technology and Production Values Related to Video Game Development s'han fomentat videojocs més realistes i complexos que al seu torn han introduït o millorat les possibilitats del gènere (p. ex., les mascotes virtuals), i han permès empènyer els límits dels videojocs existents o en alguns casos, afegir noves possibilitats en el videojoc (com es va observar amb els títols dissenyats específicament per a dispositius com el EyeToy de Sony). Alguns gèneres representen combinacions d'altres, com els videojocs en línia massius multijugador, o, més conegut com a MMORPGs. També és comú veure en major mesura els termes de gènere que són col·lectius per naturalesa en tots els altres gèneres com el d'acció, musicals/rítmics o de por/terror.
Els videojocs es poden classificar més fàcilment pels gèneres segons les diferències tècniques d'entreteniment com el d'anar guanyant experiència durant el joc i els elements que fan que un videojoc sigui diferent a un altre. Com que la producció de videojocs ha augmentat al pas dels anys ha millorat la qualitat dels efectes visuals i de l'argument, la demanda de més talent creatiu ha conduït als artistes de les empreses de videojocs a fer que busquin noves maneres de diversió.
Comunament, als gèneres es veu clarament que els publicadors volen establir les "franquícies", que tenen la intenció de reutilitzar els personatges, situacions, conflictes, mecànica de la jugabilitat, en un videojoc que és la continuació d'un altre. El nombre de continuacions pot variar però en més d'una continuació ja s'anomena en conjunt una franquícia.
En molts videojocs hi ha el fenomen de la combinació entre diversos gèneres. Per exemple un videojoc pot ser d'acció i conducció a la vegada, tot i que en realitat són dos gèneres ben diferents. Com també els videojocs de rol que poden contenir pinzellades del gènere d'horror-terror en diferents escenes. Això fa que determinar el gènere en un videojoc no es pugui classificar gaire genèricament. Els principals gèneres es poden categoritzar en acció, aventures, rol, simulació i estratègia explicats àmpliament en l'article dels gèneres de videojocs. Aquests gèneres principals formen d'altres combinats o també desmarcats amb infinitat de títols i possibilitats de jugabilitat comunament relacionats entre si.

## Controls
A part de la mateixa màquina i la pantalla, que són els elements essencials de joc, es necessita almenys un dels següents perifèrics per interaccionar amb el joc o els altres jugadors: teclat, ratolí, pad, palanca de control o simuladors com pistola, pedal o volant.

## Aspectes socials

### Multijugador

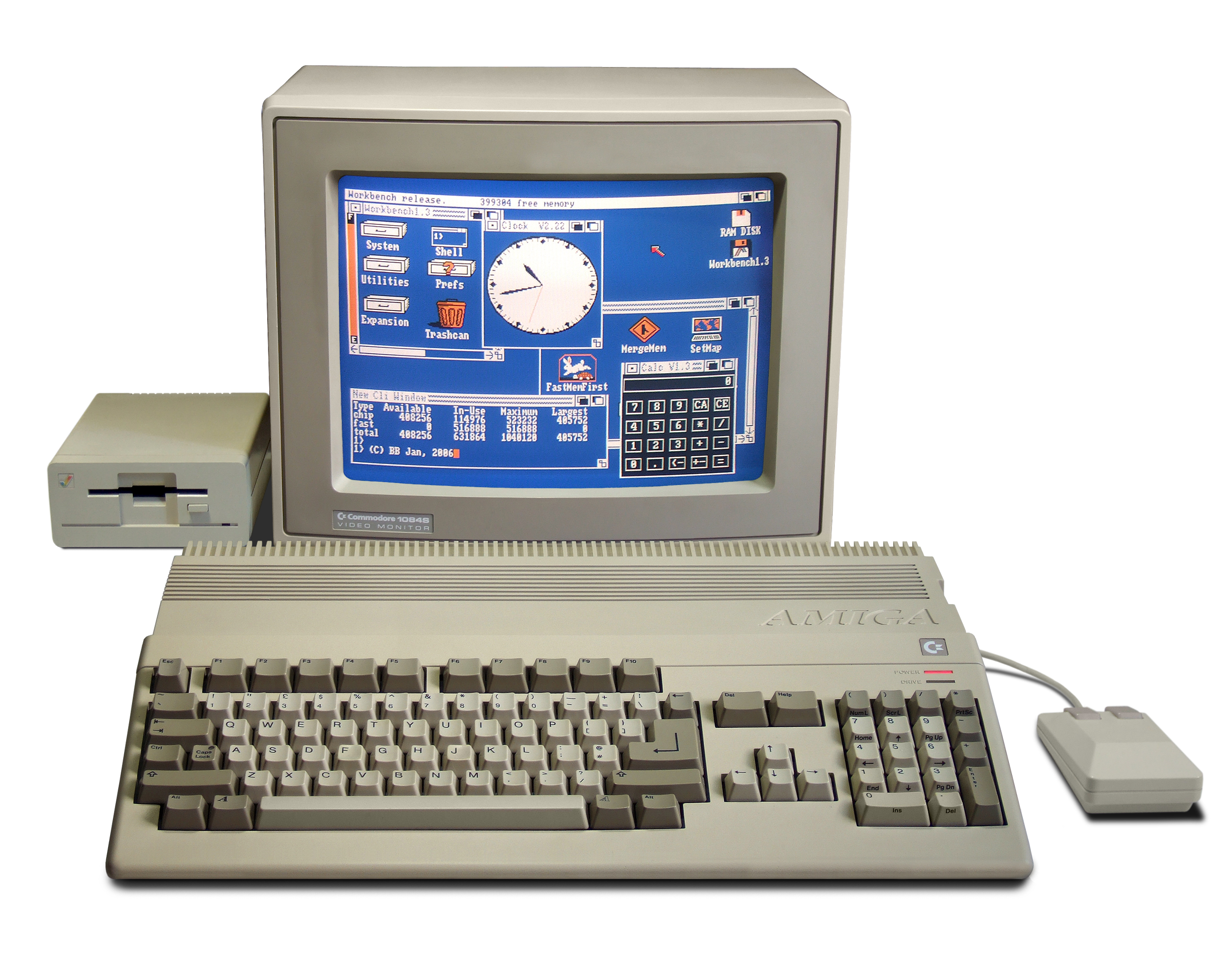
Commodore Amiga 500 (1987).

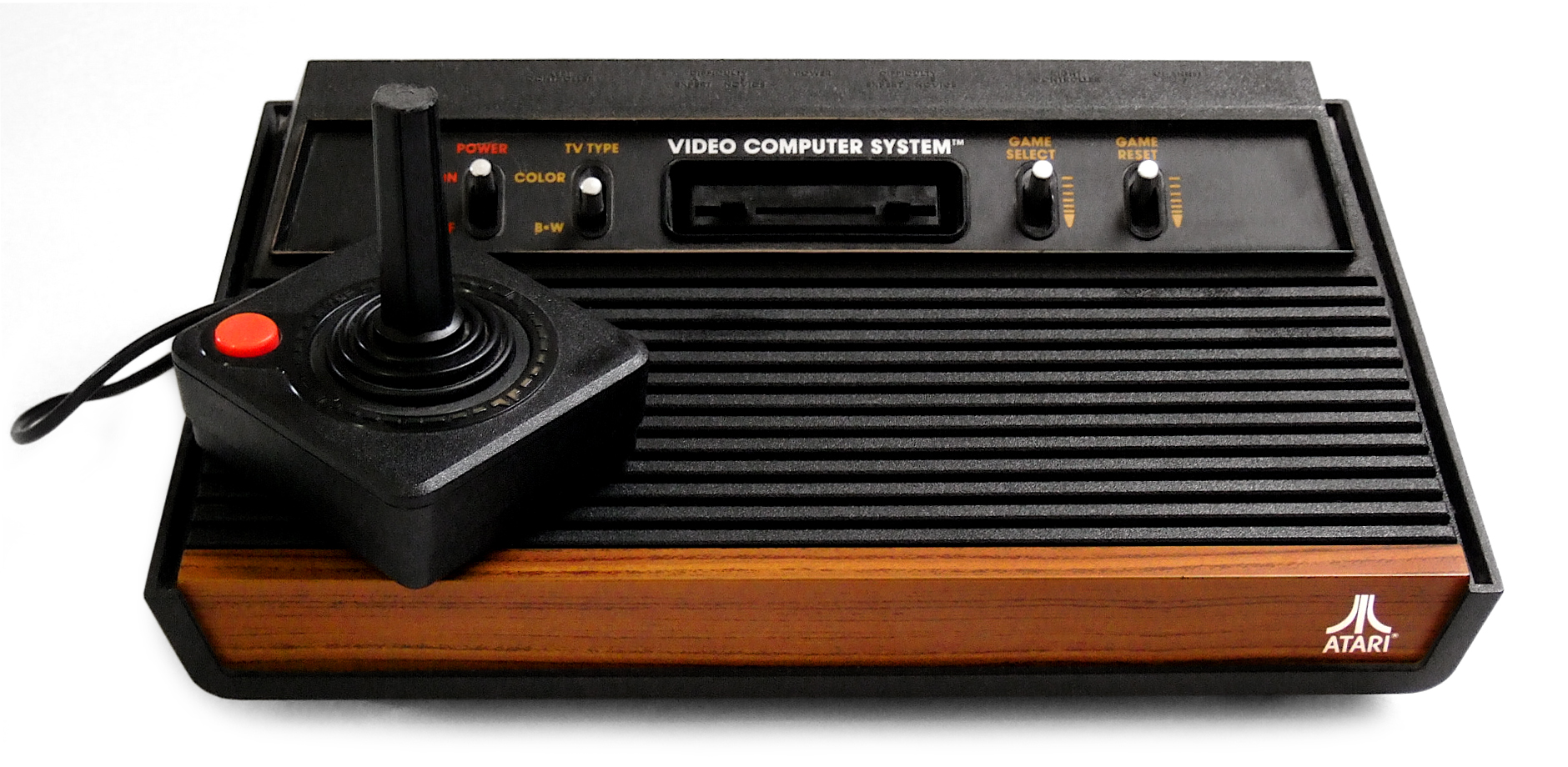
Atari 2600.

Tradicionalment, els videojocs han esdevingut com un fenomen social. Des dels seus inicis, els videojocs són normalment jugables per a més d'un jugador. Els videojocs multijugadors poden ser jugats cooperativament o competitivament utilitzant diversos dispositius. El Tennis for Two, probablement el primer videojoc, era un videojoc de dos jugadors com el seu videojoc successor, el Pong. La primera consola de la història podia jugar-se a videojocs en mode multijugador (la Magnavox Odyssey), que tenia dos ports per connectar. Des d'aquell temps, la majoria de les videoconsoles han tingut la possibilitat de connectar de dos a quatre controladors de videojoc. Alguns tenien la possibilitat d'ampliar a quatre, a vuit o a dotze controladors amb adaptadors addicionals, com l'adaptador Multitap. Als inicis dels videojocs, les màquines multijugador recreatives es podien jugar fins a un màxim de dos jugadors per torns. Anys després, a partir de més avenços, els dos jugadors podien jugar simultàniament. Els establiments de videojocs de negoci al públic, com les sales recreatives dominaven les màquines recreatives, les típiques de "insert coin" més conegudes com a "arcades" i van ser molt populars en l'edat d'or dels videojocs recreatius. També en els últims anys, les sales de videojocs permeten a l'usuari jugar a diferents tipus de consoles de joc. La idea és que la gent es reuneixi per a jugar junts en un espai com si fosin a casa seva. Aquests llocs ja no parteixen de la idea de com eren les sales d'abans. Molts videojocs que no eren d'ordinador (ordinador IBM actual) descendents de plataformes tenien un suport a modes multijugadors. Els ordinadors personals com l'Atari i el Commodore, ambdós són amb la possibilitat de dos jugadors. Els videojocs en xarxa per aquests ordinadors bàsics i antics, generalment estaven limitats a aventures de text o MUDs que es podien jugar remotament en un servidor. No es podia jugar contra altres jugadors en xarxa amb més potència, ja que els mòdems anaven a molt baixa velocitat (300-1200 bit/s), a més, posar un ordinador en línia involucrava un alt cost econòmic.
Els ordinadors IBM o PC IBM, (més curt com a PC) funcionaven amb videojocs que no hi havia gaires opcions multijugador, ja que els controladors de videojoc eren el teclat i el ratolí, i si es podia, hi havia algun altre port que es podia endollar un controlador, i també el joc en xarxa es veia limitat. Tanmateix, amb l'avenç de la xarxa local i les noves possibilitats en línia d'Internet, han fet que molts videojocs es puguin utilitzar normalment en mode multijugador, avenços com l'augment del nombre de jugadors fins a 32 o més, i a vegades missatges de text i/o veu en un xat.
Com que les tecnologies de la xarxa han millorat, han sorgit els videojocs massius jugats en línia, que fins i tot han esdevingut un gènere o tipus de videojocs diferent als altres; l'EVE Online té el rècord de 36.000 jugadors jugant alhora en un sol servidor l'any 2006.

### Beneficis
Potser els beneficis més visibles en el món dels videojocs han sigut la inversió de l'entreteniment i l'art. Com a forma d'entreteniment multimèdia, els videojocs moderns contenen una síntesi d'art 3D, efectes visuals, arquitectura visual, intel·ligència artificial, efectes de so, música, arguments historiogràfics i el més important, la interactivitat. Aquesta interactivitat permet al jugador explorar mons i entorns amb elements de visualització, sensitius a través d'expressions artístiques (que en cap altra manera d'entreteniment pot oferir) on les accions i ordres del jugador passen a un món irreal de manera realista, el qual el videojoc les reprodueix. En aquest aspecte, cada vegada que algú està jugant en un món o escenari està provant coses noves i diferents. Això si, quan un videojoc té certes restriccions de joc, el jugador no té tanta llibertat de fins llavors.
Al llibre de Steven Johnson, Everything Bad Is Good For You, ell diu que els videojocs proporcionen més del que podria proporcionar el Monopoly, per exemple. Quan el jugador experimenta en el videojoc, el jugador ha de determinar primer quins són els objectius, com també com acabar el videojoc.

### Controvèrsia i censura
Com en altres formes de comunicació, els videojocs es prenen sovint com a subjectes de controvèrsia amb les següents conseqüències com la censura, ja que en alguns videojocs hi ha violència, escenes sexuals, publicitat (anomenat en anglès Advergaming), consum de drogues, consum d'alcohol o tabac, etc. A causa d'això, hi ha la crítica de grups que hi tenen relació com polítics, religiosos i altres grups de persones afectades, tot i que totes aquestes situacions es poden veure també en totes les altres maneres o formes de comunicació i entreteniment. Diversos videojocs han sigut acusats de difondre un comportament violent. La controvèrsia sobre els videojocs pot venir de diferents maneres, però sovint procedeix d'un tòpic popular a debatre.
Històricament, aquest tipus de controvèrsia i crítica no és únic als videojocs. La mateixa situació els passa als còmics, pel·lícules, balls/espectacles i llibres. Però s'ha de dir que l'exposició de violència i altres aspectes es fan amb més regularitat que abans, ja que ara les persones volen més bona qualitat de joc i situacions de joc, que ja s'ha aconseguit molt, volen veure escenes i moments amb més intensitat per poder-ho recrear. Cosa que els videojocs d'abans no produïen tanta reacció violenta com ara. Una organització coneguda com la Entertainment Software Ratings Board o ESRB classifica el programari en diversos grups d'edat, no obstant els publicadors dels videojocs no necessiten sotmetre's a la classificació dels seus videojocs, i llavors es classifiquen d'altres maneres amb altres organitzacions. En alguns casos, els nens poden obtenir videojocs que no són adequats per a la seva edat, ja que els seus països no volen adoptar als videojocs o productes unes classificacions fetes per organitzacions externes com la ESRB. Alguns videojocs que han produït una gran controvèrsia i crítica als Estats Units com també a la resta del món són els videojocs Mortal Kombat, Night Trap, Doom, la sèrie o saga de videojocs Grand Theft Auto, en particular el videojoc Grand Theft Auto: San Andreas amb el Hot Coffee mod, que és una modificació del joc que apareixen escenes sexuals explícites, que com a conseqüència la ESRB ha canviat la classificació/qualificació de M (gent madura) a AO (Només per a adults).
Molta gent accedeix als videojocs per fugir del món real i poden arribar a aïllar a l'usuari del món real perquè resulta una millor alternativa, es tracta d'un món que ofereix moltes més possibilitats que el món real, i aquest fet pot arribar a resultar excessivament atractiu per algunes persones, derivant fins i tot en conseqüències negatives.

## Videojugadors
Dins dels grups de persones relacionats amb els videojocs, el videojugador (o jugador de videojocs) que pot tenir una gran passió i interès per jugar i saber sobre els videojocs, és anomenat popularment gamer; i entre aquests, el que és considerat un videojugador professional (pagat), rep el nom de Progamer, mentre els quals posseeixen un elevat nivell, però no reben remuneració, es denominen Gosu; els videojugadors que utilitzen trucs (cheats), es denominen Cheaters. Hi ha més jugadors homes que dones, tot i que la proporció varia força en funció del suport o del gènere.
Els efectes en el videojugador són motiu d'una forta controvèrsia. Els partidaris el veuen com un entreteniment del qual se'n pot fer un abús com de qualsevol altre. Ressalten que jugar millora la coordinació, l'agudesa visual i la capacitat de concentració. Molts jocs requereixen la interacció amb altres persones (especialment els jugats en línia), per la qual cosa augmenten les possibilitats de relació social. A més a més, estimulen la imaginació en tractar-se de mons simulats.
D'altra banda, els detractors els rebutgen per fomentar un lleure passiu i individualista i per afavorir el sedentarisme. Poden contribuir al fracàs escolar per les hores jugades a les tardes i sovint el contingut pot no ser moralment adequat per als menors (sobretot en els jocs catalogats per l'ESRB com violents o amb sexe explícit).
El novembre del 2005 el grup Nielsen Active Gamer Study, va fer una enquesta a 2.000 videojugadors que juguen regularment, van remarcar que els videojocs del mercat als EUA és divers. Els homes que juguen als videojocs violents són de 25 a 40 anys. Pels típics videojocs en línia de trencaclosques o jocs simples de telèfon mòbil, tant homes com dones jugen els han jugat en la mateixa intensitat o addicció. Les dones que juguen a videojocs, majoritàriament són les que trien videojocs que aporten un joc net, i un petit grup de dones prefereixen videojocs agressius que normalment només hi juguen els homes. El gènere que es juga més tant homes com dones són els videojocs de rol. Segons la ESRB el 41% dels jugadors d'ordinador són dones.

## Desenvolupament
Els videojocs són creats pels desenvolupadors de videojocs, que eren equips petits o persones de manera individual que creaven videojocs que van sorgir als anys 80. Ara, el desenvolupament normalment consisteix en un gran equip de professionals: els dissenyadors i els dissenyadors gràfics, i els artistes, programadors, dissenyadors de so, músics, i els altres tècnics; tots aquests estan dirigits pels productors.
Els videojocs es creen ràpidament en tots els sectors, però el problema és el cost, i com els desenvolupadors han de crear el videojoc en un temps específic de temps, perquè els publicadors preparin a temps les campanyes de màrqueting i publicitat. La majoria dels equips de desenvolupament de videojocs de consola oscil·len de 20 a 50 persones, fins a un màxim de 100. El nombre de treballadors en un videojoc oscil·la del tipus de videojoc que es vol crear i el temps que hi ha disponible. Aquest és un problema comú d'un desenvolupament, ja que hi ha projectes que no s'acaben; com el Duke Nukem Forever, un videojoc en desenvolupament que pateix aquest tipus de problemes.

### Motor de videojoc
Els motors de videojocs fan referència a aplicacions de programari que permeten el disseny, la creació i la representació del videojoc. Hi ha diversos motors de joc que són dissenyats per donar resultats gràfics per a videoconsoles i ordinadors. El nucli funcional que típicament proveeix un motor de videojoc inclou un motor de renderització (“renderer”) per gràfics en 2D o bé en 3D, un motor de física o detecció de col·lisió (i resposta en col·lisió), so, scripting, animació, intel·ligència artificial, xarxa, streaming, gestió de la memòria, multifils, suport en localització i gràfic d'escenes.

### Altres aspectes
- Modificacions: En els videojocs que s'utilitzen en un ordinador sovint es dissenyen perquè l'usuari final li pugui fer modificacions al seu gust, això fa que en els videojocs moderns es pugui modificar els videojocs sense gaire dificultat. Aquests mods serveixen per produir més diversió al videojoc original. Internet, és un lloc on es pot trobar i així descarregar mods per instal·lar-los després al videojoc, i resulta ser un factor determinant per a l'èxit del videojoc. Empreses desenvolupadores com id, Valve, Crytek, Epic i Blizzard Entertainment fan que els seus videojocs puguin ser modificats amb un seguit de programes o eines amb la documentació necessària perquè el desenvolupador de mods, que sol ser el mateix usuari, pugui realitzar aquestes modificacions. Un exemple molt notable d'això és el mod Counter-Strike del videojoc original Half-Life.
- Trucs o trampes: Les trampes que es fan en els videojocs per aconseguir els reptes del videojoc, o també per adquirir nous modes de joc, es fa a partir de la introducció de codis de trucs creats pels mateixos desenvolupadors del videojoc que les creen per fer proves, les trampes o trucs en un videojoc mitjançant codis consisteix en tres punts: amb un cartutx o dispositiu especial de fer trucs i trampes, un programa implementat que fa que es pugui desbloquejar opcions o l'ús dels propis errors del videojoc. Els trucs s'utilitzen per obtenir més fàcilment algun recurs al videojoc (com vides, salut, o munició, per exemple) però també s'utilitzen per fer aparèixer o fer accions insòlites que en el videojoc original sense fer trucs no es podria fer mai, com canviar els colors del videojoc, o fer que els caps de la gent siguin gegants (com el videojoc Spyro the dragon), per exemple. Els codis dels trucs sovint es poden trobar a pàgines web d'Internet i es pot utilitzar en més d'una plataforma.
- Errors o bugs: Els errors de programari que no detecten els provadors o testejadors de programari durant el desenvolupament es poden trobar en les diferents versions de videojocs llançats al mercat. Això es pot deure al fet que es tracta d'un error que no passa normalment sinó casualment, i els desenvolupadors no el poden arreglar perquè el videojoc ja ha sigut llançat. Els errors poden ser des de simples problemes gràfics fins a greus i seriosos problemes tècnics que poden esborrar les dades o partides guardades o un mal funcionament del videojoc. Els errors i bugs en els videojocs d'ordinador, i ara en les noves consoles com la Xbox 360, la PS3 i la Wii, aquests errors es poden corregir a través de la instal·lació d'un pedaç (o patch en anglès) creat pels desenvolupadors del videojoc.

## Aspectes comercials

### Vendes dels videojocs
Els tres països de màxima producció de videojocs (en ordre) són els Estats Units, el Japó i el Regne Unit. Altres mercats amb importància són els d'Austràlia, Canadà, Espanya, Alemanya, Corea del Sud, Mèxic, França i Itàlia. Tant l'Índia com la Xina són considerats mercats emergents en els videojocs i s'espera que el nombre de vendes creixi significativament els propers anys.
Les vendes dels diferents tipus de videojocs entre aquests mercats tenen relació a les preferències locals. Els consumidors japonesos compren videojocs de tota classe, però hi ha una forta preferència dels videojocs fets amb trets del Japó. A Corea del Sud, per exemple, els videojocs venuts hi predominen els videojocs de rol jugats massivament en línia i els videojocs d'estratègia en temps real; on hi ha uns 20.000 cibercafès que es poden jugar a videojocs d'aquest gènere.
El NPD Group s'ha encarregat d'analitzar les vendes de videojocs als Estats Units. I el que han analitzat és:
Les vendes de consoles i portàtils són de: 6,2 bilions de dòlars, amb un increment del 8% des del 2003.
Les vendes d'accessoris de consoles i portàtils són de: 3,7 bilions de dòlars, amb una baixada del 35% des del 2003.
Les vendes de videojocs d'ordinador són de: 1,1 bilions de dòlars, amb una baixada del 15% respecte al 2006.
Un possible factor sobre la causa de la baixada de les vendes dels videojocs de PC és l'increment dels videojocs gratuïts de rol jugats massivament en línia (MMORPG) disponibles, com el Silkroad Online, Runescape i Maple Story. Cal dir també que en l'estudi de la NPD, els videojocs de PC que es distribueixen digitalment no surten reflectits a les dades, com també els videojocs amb Steam, que és un servei per desacarregar-se els videojocs i actualitzar-los de manera instantània a la xarxa.
Les dades que es mostren anteriorment indiquen els diners (dòlars) total, però no les unitats venudes, per això és difícil saber com ha anat, ja que fins fa poc han sortit les consoles de nova generació que han apujat els preus dels videojocs de manera dràstica.
Les indústries del videojoc i la pel·lícula també s'han creuat, amb les empreses com Sony han invertit molts diners en ambdues indústries. Un gran nombre de pel·lícules d'èxit tenen el seu equivalent en videojoc, sovint llançats al mateix temps per alleugerir costos.
També hi ha una controvèrsia amb els videojocs a Austràlia i altres regions PAL (sistema de pantalla de televisió). En general, quan es compara amb els EUA, els que han de comprar videojocs en PAL paguen un 40% més del que val. Més d'un problema s'ha creat entre els videojugadors, en què molts videojocs es cancel·len a Austràlia per raons no explicades, sovint videojocs de Nintendo. Com que l'anglès és la llengua principal d'Austràlia no es necessita cap traducció i complicacions entre els formats de vídeo PAL i NTSC, ja que la majoria de monitors a Austràlia poden funcionar en un format de 60hz. Això també és un problema per la Regional Lockout a Austràlia, amb problemes amb els DVDs que no reprodueixen pel·lícules gravades en un format NTSC.

### Que és l'etiquetatge PEGI?
PEGI és l'abreviatura de Pan European Game Information. És el primer sistema europeu que estableix una classificació per edats dels videojocs i de jocs d'ordinador.
Les classificacions PEGI tenen una finalitat: Establir una recomanació sobre el contingut del producte i sobre la seva visió, però no valoren altres aspectes com la dificultat per jugar als jocs i la seva accessibilitat.
Les etiquetes PEGI que trobem als videojocs són per classificar els videojocs entre les següents edats:
- Majors de 3 anys.
- Majors de 7 anys.
- Majors de 12 anys.
- Majors de 16 anys.
- Majors de 18 anys.

### Les sagues més venudes
Sovint els videojocs de més èxit provoquen l'aparició de seqüeles, formant així sagues o franquícies. A continuació es detallen les deu sagues més venudes:
- Mario
- Tetris
- Pokémon
- Call of Duty
- FIFA
- Grand Theft Auto
- Wii
- Lego
- The Sims
- Minecraft
- Final Fantasy
- Assasin's Creed
- Need for Speed
- Sonic the Hedgehoc
- Madden NFL
- Star Wars
- Pro Evolution Soccer
- Resident Evil
- The Legend of Zelda
- NBA 2K

## Indústria
El videojoc és la indústria cultural de més impacte econòmic i expansió social de les que existeixen en l'actualitat. A escala mundial, el sector mou gairebé 60 mil milions d'euros, amb una taxa de creixement anual constant. El 2014, malgrat la complexa situació econòmica global, es preveu un creixement de la xifra de facturació de l'oci interactiu d'un 7,8%, xifra deguda sobretot al creixement del mercat asiàtic i del mercat de dispositius mòbils. El nombre de jugadors a tot el món ja supera els mil milions (1.600 milions el 2013, segons la consultora especialitzada Newzoo).
Destaca el mercat de videojocs per a telèfons mòbil a Corea del Sud des de la dècada del 2010 començant amb la decadència del mercat japonés.
El 2014 quant a l'àrea de videojocs per a PC el mercat de la Xina fou el primer i li seguia Corea del Sud. D'aquest segon destaquen les franquícies estables com NCSoft, Nexon i Electronic Arts. Moltes empreses de videojocs de PC sud-coreanes van començar a invertir recursos cap al mercat de videojocs per a mòbils.